# Fernand Urbain
Pour les articles homonymes, voir Urbain.
Fernand Urbain (né en 1910 à Frameries dans le Hainaut et mort le 18 janvier 2009) est un peintre, aquarelliste et graveur belge et wallon.

## Biographie
Fernand Urbain reçoit une formation à l'Académie royale des Beaux-Arts de Mons chez Victor Regnart et Alfred Duriau et en arts décoratifs monumentaux à l'Académie royale des beaux-arts de Bruxelles chez Anto-Carte.
Il a été professeur de peinture et de décoration à l'École normale de Mons.
Fernand Urbain a illustré le livre d'art consacré à l'écrivain Léon Attenelle (pcd).